# American Philosophical Association
L'American Philosophical Association (APA) és la principal organització professional i societat científica de filòsofs als Estats Units d'Amèrica. Fundada l'any 1900, el seu propòsit és promoure l'intercanvi d'idees, fomentar l'activitat creativa i erudita, facilitar el treball professional i l'ensenyament de la filosofia i representar la filosofia com a disciplina. El govern de l'APA ha inclòs Robert Audi, Linda Martin Alcoff, Jaegwon Kim i Ruth Barcan Marcus.
L'associació té tres àrees regionals: Pacífic, central i oriental. Cada divisió organitza una gran conferència anual. La reunió de la divisió oriental sol atraure uns 2.000 filòsofs i té lloc a una ciutat de la Costa Est diferent cada desembre. La presidència d'una àrea regional de l'American Philosophical Association es considera un honor professional. Alguns presidents de l'àrea oriental han estat Daniel Clement Dennett, Jerry Fodor, Seyla Benhabib, Kwame Anthony Appiah i Robert Nozick, de la divisió central Valerie Tiberius Martha Nussbaum, i de la divisió del Pacífic Richard Wollheim.
L'American Philosophical Association atorga diversos premis. Un exemple destacat és l'American Philosophical Association Book Prize (abans conegut com a Matchette Foundation Book Prize, un dels premis més antics de filosofia). S'atorga semestralment al millor llibre publicat en la matèria durant un període de dos anys per un «estudiós més jove» (definit com algú de 40 anys o menys en el moment de la publicació). Atorgat per primera vegada l'any 2000, s'atorga ara en anys senars, alternant-se amb l'Article Prize que s'atorga en anys parells. L'APA Book Prize l'han guanyat figures com David Kellogg Lewis. Un altre dels premis més distingits és el Royce Lectures in the philosophy of mind, que s'atorga cada quatre anys a un filòsof distingit i s'ha lliurat a Jerry Fodor, Hilary Putnam, Saul Kripke i Elizabeth Anscombe, entre d'altres. Un altre d'aquests premis és el premi Rockefeller. El Premi Rockefeller (1.000 dòlars) s'atorga cada dos anys a la millor obra de filosofia inèdita d'un filòsof no associat. A continuació el treball guanyador es publica al Journal of Value Inquiry.